# Saint-Didier, Jura
Saint-Didier là một xã của tỉnh Jura, thuộc vùng Bourgogne-Franche-Comté, miền đông nước Pháp.

## Dân số
At the census of 1999 xã này có dân số là 267. The estimate for là 304.